# Platyrhacus affinis
Platyrhacus affinis är en mångfotingart som beskrevs av Henri W. Brölemann 1919. Platyrhacus affinis ingår i släktet Platyrhacus och familjen Platyrhacidae. Inga underarter finns listade i Catalogue of Life.